# Dinofelis
O Dinofelis ("gato terrível") é um dos tigres-dentes-de-sabre pertencentes à tribo Metailurini e viveu na Europa, Ásia, África e América do Norte durante o Plioceno.
O seu tamanho é semelhante ao de um jaguar e tem as patas posteriores curtas em relação aos Felídeos atuais.
Dinofelis é conhecido como o "falso dente-de-sabre" porque, contrariamente aos verdadeiros dentes-de-sabre, os seus dentes parecem ser um cruzamento entre os dentes-de-sabre e os dentes em forma de cone dos felinos modernos. Os caninos do Dinofelis são menores do que os dos verdadeiros dentes-de-sabre.
Dinofelis caçavam animais, incluindo, filhotes de mamute, mastodontes jovens e idosos, Australopithecus afarensis e Homo habilis (ancestrais dos humanos modernos) e outros animais.
Vários locais de fósseis da África do Sul parecem mostrar que Dinofelis pode ter caçado e matado Australopithecus africanus, uma vez que abrigavam restos fossilizados de Dinofelis, hominídeos e outros grandes animais contemporâneos do período. Também, desde que restos de Dinofelis foram encontrados próximo a fósseis de Paranthropus na África do Sul, alguns dos quais com buracos individuais peculiares em seus crânios correspondendo quase exatamente ao espaçamento dos caninos superiores de Dinofelis, é possível que Dinofelis caçasse hominídeos robustos também.
Na cultura popular apareceu em um capítulo da minissérie da BBC Walking with Beasts, como um superpredador. Sua presa favorita é o Australopithecus.

A possibilidade de Dinofelis ser um assassino especialista de hominídeos é brevemente explorada no livro The Songlines, de Bruce Chatwin: :
Poderia ser, somos tentados a perguntar, Dinofelis, era essa a Nossa Besta? A Besta além de todos os outros avatares do Inferno? O arqui-inimigo que nos perseguia, furtivamente e astuciosamente, onde fossemos? Mas quem, no final, que levou a melhor?

## Espécies
- Dinofelis abeli - Dinofelis-de-abel (China)
- Dinofelis barlowi -  Dinofelis-africano (África)
- Dinofelis diastemata - Dinofelis-europeu (Europa)
- Dinofelis paleoonca - Dinofelis-americano (América do Norte)
- Dinofelis piveteaui - Dinofelis-de-piveteau (África do Sul)
- Dinofelis therailurus - Dinofelis-asiático (Ásia)